# Émile Mercier
Émile Mercier var en fransk bågskytt. Han deltog vid olympiska sommarspelen 1900.